# 熱烈的中華飯店
『熱烈的中華飯店』（ねつれつてきちゅうかはんてん）は、2003年1月8日 - 3月12日にフジテレビ(CX)系列にて放映されたコメディードラマ。全話の平均視聴率は8.9%。視聴率の不振により、全11話の予定が全10話に短縮された。
非常に派手で大げさな演出が売りだった。BGMを収録したサウンドトラックが発売され、中華料理を取り上げる場面に使われることが多い。
大半がドラマでは脇役で活躍する演技派が揃っているのも特徴であった。

## あらすじ
香港発、日本行の豪華客船「スターレオ号」の中華料理店「平平樓」を舞台に、偶然集まった幹部候補・橘詩央や万年皿洗いの料理人・迫田誠二、二等航海士の大山海二郎、料理人見習いの名波健太ら素人7人がひょんな事から料理を振る舞う事になり、様々な困難を乗り越えて奮闘していく姿を描いたグルメテレビドラマ。

## キャスト
- 橘詩央(34) ： 鈴木京香

主人公の幹部候補生。やり手で統率力抜群の“鉄の女”。しかし、そそっかしい面もある。
- 名波健太(19) ： 二宮和也（嵐）

料理人見習い。平平樓の黄金炒飯に憧れて料理人志望に。真面目で研究熱心。
- 迫田誠二(38) ： 椎名桔平（特別出演）

平平樓の万年皿洗いだが、右手にはタコが出来ている。強引な詩央に反発。
- 野口拓郎(39) ： 勝村政信

食材係。食材を横流しする悪辣な人物だが知識は豊富。
- 大山海次郎(33) ： 東幹久

二等航海士。喧嘩早く、腕っぶしに自信がある。
- 小向五郎(41) ： 高橋克実

元料理人。店がつぶれて料理を辞めたが、腕は確かである。
- 綾小路公彦(36〜37) ： 石黒賢

密航者。豪華客船を渡り歩く。かなりのグルメな人物。
- 三村奈々子(26) ： 瀬戸朝香

乗船客。天然ボケのゴージャスなマダム。手先が器用で美的センスが抜群な人物。
- 岩田厳五郎(65) ： 伊東四朗

フロア係。この道40年のベテラン。無口で無愛想。
- 蜷川船長(53〜54)：山田明郷
- 鬼沢料理長：並樹史朗

ほか

## サブタイトル
| 各話                                                     | 放送日        | サブタイトル           | 視聴率 |
| -------------------------------------------------------- | ------------- | ---------------------- | ------ |
| 第1話                                                    | 2003年1月08日 | 燃えよチャーハン       | 12.1%  |
| 第2話                                                    | 2003年1月15日 | 蟹と共に去りぬ         | 9.8%   |
| 第3話                                                    | 2003年1月22日 | 愛と喝采の海老         | 9.5%   |
| 第4話                                                    | 2003年1月29日 | スープなき戦い         | 9.1%   |
| 第5話                                                    | 2003年2月05日 | スーパー麺             | 7.8%   |
| 第6話                                                    | 2003年2月12日 | わが"餃子"に悔いなし   | 7.5%   |
| 第7話                                                    | 2003年2月19日 | キッチン・タイタニック | 7.5%   |
| 第8話                                                    | 2003年2月26日 | 僕らの炒飯戦争〜最終章 | 7.5%   |
| 第9話                                                    | 2003年3月05日 | 史上最大の危機         | 9.2%   |
| 第10話                                                   | 2003年3月12日 | 最後の聖戦〜別れ       | 8.6%   |
| 平均視聴率8.9%（視聴率は関東地区・ビデオリサーチ社調べ） |               |                        |        |

## 主題歌
- Sowelu「Rainbow」（DefSTAR Records）

## スタッフ
- プロデュース： 牧野正、瀧山麻土香
- 演出： 鈴木雅之、木村達昭、成田岳
- 脚本： 林宏司、橋本裕志、成田良美
- 音楽： 大島ミチル
- 制作： フジテレビジョン